# Szegi
Szegi község Borsod-Abaúj-Zemplén vármegyében, a Tokaji járásban.

## Fekvése
A Bodrog jobb partján fekszik, nem messze a folyó tiszai betorkollásától, a tokaji borvidéken.
Lényegében csak két települési szomszédja van: észak-északkelet felől Szegilong, dél felől pedig Bodrogkisfalud; külterületei a keleti határszélén, a Bodrogközben érintkeznek még Olaszliszka határszélével is.

### Megközelítése
Legfontosabb közúti megközelítési útvonala a 37-es főút, mely a megyeszékhely, Miskolc térségétől az országhatár felé húzódva, Szegi mellett is elhalad, közvetlenül a belterület északi széle mentén. Főutcája a 3801-es út, mely Bodrogkeresztúrtól egészen Sárospatakig húzódva köti össze a Bodrog jobb partján sorakozó kisebb-nagyobb településeket.
Vasúton a MÁV 80-as számú Hatvan–Miskolc–Szerencs–Sátoraljaújhely-vasútvonalán érhető el, melynek egy megállási pontja van itt. Szegi megállóhely a belterület északkeleti részén található, a 3801-es úttól nem messze.

## Története
1819-ben Magda Pál írja: „a zsadányi és szegi borok legfüszeresebbeknek tartatnak  a hegyaljai borok közt”.
1913-ig Bodrogkisfaludhoz tartozott Szegi puszta néven. Ekkor önálló községgé alakult, ideiglenes neve Pusztaszeg lett, majd egy évvel később a Szegi nevet kapta. 1950-ben ismét egyesítették Bodrogkisfaluddal, közös nevük ekkor Bodrogszegi lett. Végül 1991-ben a két település ismét különvált Bodrogkisfalud és Szegi néven.

## Közélete

### Polgármesterei
- 1991–1994: Bódy József (független)
- 1994–1998: Bódy József (független)[3]
- 1998–2002: Fekete Ferencné (Zempléni Településszövetség)[4]
- 2002–2006: Fekete Ferencné (Zempléni Településszövetség)[5]
- 2006–2010: Ifj. Horányi Tivadar (független)[6]
- 2010–2014: Horányi Tivadar (független)[7]
- 2014–2019: Gabura Csaba (független)[8]
- 2019–2024: Trudics Andrea (független)[9]
- 2024– : Trudics Andrea (Fidesz-KDNP)[1]

## Népesség
A település népességének változása:
| Lakosok száma | 283  | 258  | 265  | 262  | 253  | 257  | 250  |
|               | 2013 | 2014 | 2015 | 2021 | 2022 | 2023 | 2024 |

A 2001-es népszámlálás adatai szerint a településnek csak magyar lakossága volt.
A 2011-es népszámlálás során a lakosok 97,6%-a magyarnak, 0,3% németnek mondta magát (2,4% nem nyilatkozott; a kettős identitások miatt a végösszeg nagyobb lehet 100%-nál). A vallási megoszlás a következő volt: római katolikus 44,5%, református 10,3%, görögkatolikus 17,9%, evangélikus 0,7%, izraelita 0,3%, felekezeten kívüli 8,3% (17,9% nem válaszolt).
2022-ben a lakosság 89,7%-a vallotta magát magyarnak, 0,8% németnek, 3,6% egyéb, nem hazai nemzetiségűnek (10,3% nem nyilatkozott; a kettős identitások miatt a végösszeg nagyobb lehet 100%-nál). Vallásuk szerint 30% volt római katolikus, 11,9% református, 14,2% görög katolikus, 8,3% felekezeten kívüli (35,6% nem válaszolt).

## Képek

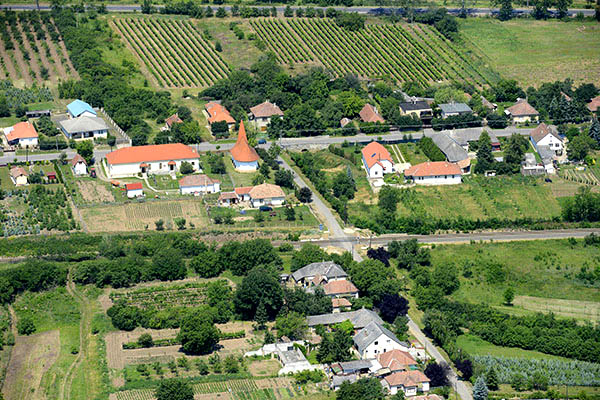
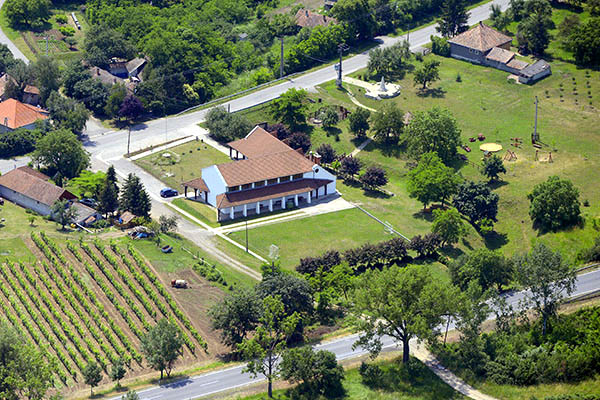
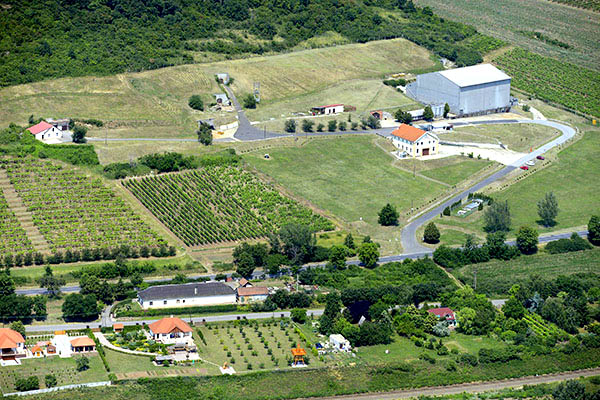
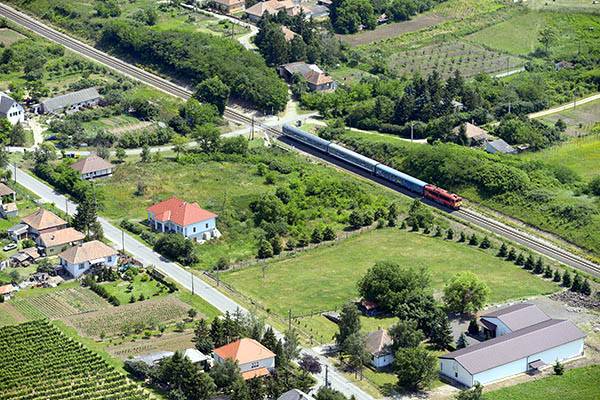

## Külső hivatkozások
- Szegi Önkormányzatának portálja
- Látnivalók, turisztikai szolgáltatások Szegiben - Tokaj-Hegyalja, Taktaköz és a Hernád-völgye hivatalos turisztikai portálja Archiválva 2019. április 12-i dátummal a Wayback Machine-ben
- Európai borutak portál